# Port lotniczy Carmelita
Port lotniczy Carmelita (Aeropuerto de Carmelita) – port lotniczy zlokalizowany w mieście Carmelita w Gwatemali.